# Pomnik Marszałka Józefa Piłsudskiego w Łodzi
Pomnik Marszałka Józefa Piłsudskiego – odsłonięty w 1997 roku pomnik Józefa Piłsudskiego w Łodzi, znajdujący się u zbiegu ulic Kilińskiego i Traugutta. Pomnik ustawiony jest na wyłożonym kostką skwerze im. Związku Strzeleckiego „Strzelec”, nieopodal Łódzkiego Domu Kultury.

## Architektura
Główny element – pomnik marszałka, składa się z cokołu, na którym ustawiona jest figura Piłsudskiego. Ukazany jest on w pozycji stojącej, wsparty na szabli; ubrany w mundur, płaszcz i czapkę. Autorem rzeźby jest łódzki artysta Zbigniew Władyka. W listopadzie 2007 roku tuż obok pomnika umieszczono ośmiometrowe biało-czerwone maszty z trzema orłami: strzeleckim, legionowym oraz Wojska Polskiego II RP. Orły z brązu wykonała córka zmarłego rzeźbiarza – Zofia Władyka-Łuczak.
Na placu przed pomnikiem odbywają się uroczystości patriotyczne, m.in. obchody Narodowego Święta Niepodległości.